# Phenpromethamine
Phenpromethamine là một thành viên của gia đình phenethylamine. Nó là một chất kích thích, và hiện đang bị Cơ quan Chống doping Thế giới nghiêm cấm.